# Varna (oblast)
Pour les articles homonymes, voir Varna.
L'oblast de Varna est l'un des 28 oblasti (« province », « région », « district ») de Bulgarie. Son chef-lieu est la ville de Varna.

## Géographie
La superficie de l'oblast est de 3 818 km2.

## Démographie
Lors d'un recensement récent, la population s'élevait à 462 013 hab., soit une densité de population de 121,10 hab./km2.

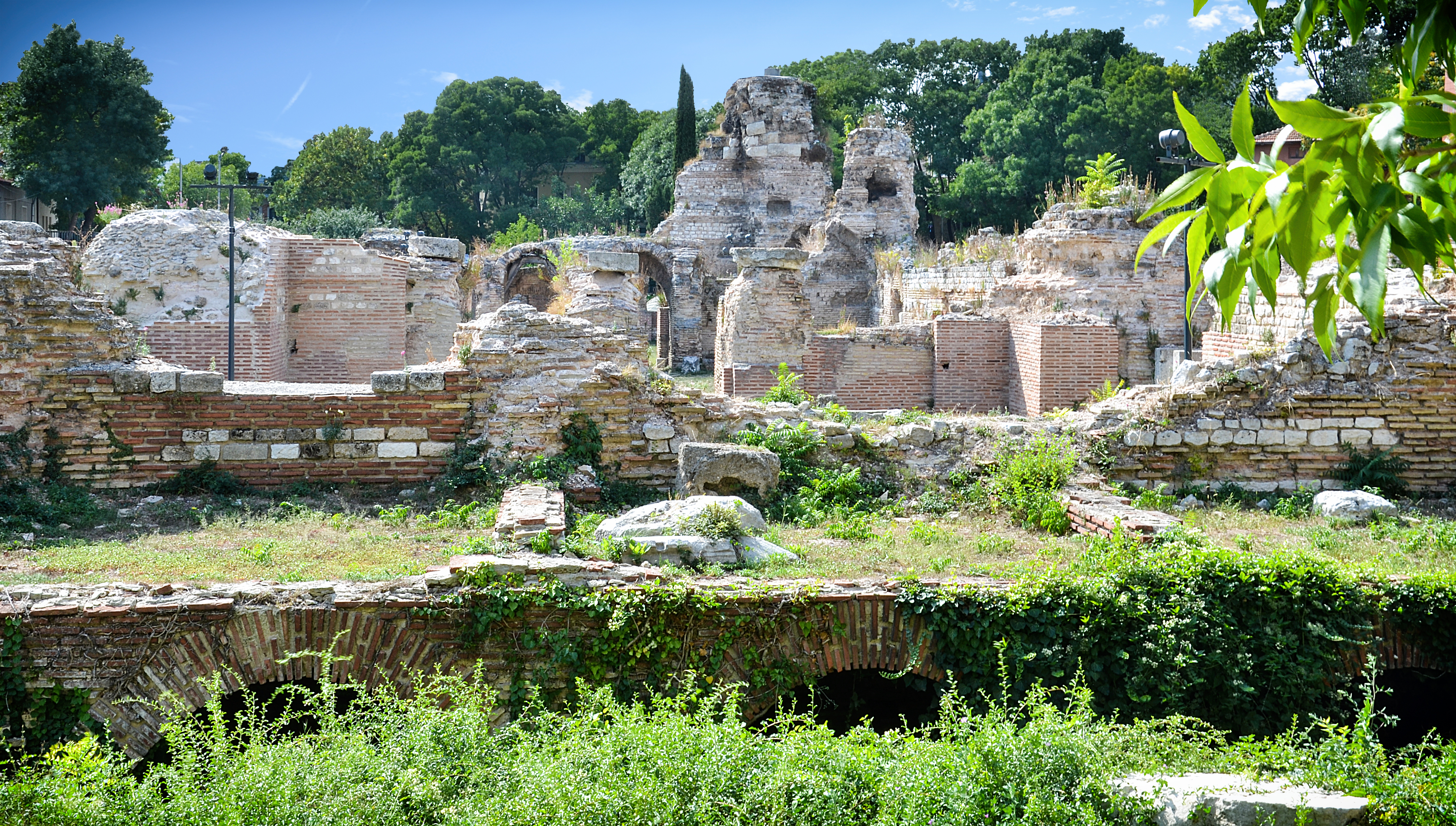
Bains romains antiques à Province de Varna

## Administration
L'oblast est administré par un « gouverneur régional » (en bulgare Областен управител), dont le rôle est plus ou moins comparable à celui d'un préfet de département en France. Le gouverneur actuel est Petar Georgiev Kandilarov (en bulgare : Петър Георгиев Кандиларов).

## Subdivisions
L'oblast regroupe 12 municipalités (en bulgare, община – obchtina – au singulier, Общини – obchtini – au pluriel), au sein desquelles chaque ville et village conserve une personnalité propre, même si une intercommunalité semble avoir existé dès le milieu du XIXe siècle :
1. Aksakovo (Аксаково), 2. Avren (Аврен),
3. Beloslav (Белослав), 4. Byala (Бяла),
5. Dalgopol (Дългопол), 6. Devnya (Девня),
7. Dolni Tchiflik (Долни Чифлик), 8. Provadia (Провадия),
9. Souvorovo (Суворово), 10. Valtchidol (Вълчидол),
11. Varna (Варна), 12. Vetrino (Ветрино).

## Liste détaillée des localités
Les noms de localités en caractères gras ont le statut de ville (en bulgare : град, translittéré en grad). Les autres localités ont le statut de village (en bulgare : село translittéré en selo).
Les noms de localités s'efforcent de suivre, dans la translittération en alphabet latin, la typographie utilisée par la nomenclature bulgare en alphabet cyrillique, notamment en ce qui concerne l'emploi des majuscules (certains noms de localités, visiblement formés à partir d'adjectifs et/ou de noms communs, ne prennent qu'une majuscule) ou encore les espaces et traits d'union (ces derniers étant rares sans être inusités). Chaque nom translittéré est suivi, entre parenthèses, du nom bulgare original en alphabet cyrillique.

### Aksakovo (obchtina)
L'obchtina d'Aksakovo groupe une ville, Aksakovo, et 22 villages :
Aksakovo (Аксаково) ·
Botevo (Ботево) ·
Dobrogled (Доброглед) ·
Dolichte (Долище) ·
General Kantardjievo (Генерал Кантарджиево) ·
Ignatiévo (Игнатиево) ·
Izvorsko (Изворско) ·
Kitchevo (Кичево) ·
Klimentovo (Климентово) ·
Koumanovo (Куманово) ·
Kroumovo (Крумово) ·
Lyouben Karavelovo (Любен Каравелово) ·
Novakovo (Новаково) ·
Orechak (Орешак) ·
Osenovo (Осеново) ·
Pripek (Припек) ·
Radevo (Радево,) ·
Slantchevo (Слънчево) ·
Vaglen (Въглен) ·
Voditsa (Водица) ·
Yarebitchna (Яребична) ·
Zasmyano (Засмяно) ·
Zornitsa (Зорница)

### Avren (obchtina)
L'obchtina d'Avren groupe 17 villages :
Avren (Аврен) ·
Benkovski (Бенковски) ·
Bliznatsi (Близнаци) ·
Bolyartsi (Болярци) ·
Dabravino (Дъбравино) ·
Dobri dol (Добри дол) ·
Kazachka reka (Казашка река) ·
Kitka (Китка) ·
Kroucha (Круша) ·
Priseltsi (Приселци) ·
Ravna gora (Равна гора) ·
Sadovo (Садово) ·
Sindel (Синдел) ·
Trastikovo (Тръстиково) ·
Tsarevtsi (Царевци) ·
Younak (Юнак) ·
Zdravets (Здравец)

### Beloslav (obchtina)
L'obchtina de Beloslav groupe une ville, Beloslav, et 3 villages :
Beloslav (Белослав) ·
Ezerovo (Езерово) ·
Razdelna (Разделна) ·
Strachimirovo (Страшимирово)

### Byala (obchtina, Varna)
L'obchtina de Byala groupe une ville, Byala, et 5 villages :
Byala (Бяла) ·
Dyoulino (Дюлино) ·
Goritsa (Горица) ·
Gospodinovo (Господиново) ·
Popovitch (Попович) ·
Samotino (Самотино)
Cette obchtina est homonyme de l'obchtina de Byala, dans l'oblast de Roussé.

### Dalgopol (obchtina)
L'obchina de Dalgopol groupe une ville, Dalgopol, et 15 villages :
Arkovna (Арковна) ·
Asparoukhovo (Аспарухово) ·
Boryana (Боряна) ·
Dalgopol (Дългопол) ·
Kamen dyal (Камен дял) ·
Komounari (Комунари) ·
Krasimir (Красимир) ·
Lopouchna (Лопушна) ·
Medovets (Медовец) ·
Partizani (Партизани) ·
Polyatsite (Поляците) ·
Royak (Рояк) ·
Sava (Сава) ·
Sladka voda (Сладка Вода) ·
Tsonevo (Цонево) ·
Velitchkovo (Величково)

### Devnya (obchtina)
L'obchtina de groupe une ville, Devnya, et 2 villages :
Devnya (Девня) ·
Kipra (Кипра) ·
Padina (Падина)

### Dolni Tchiflik (obchtina)
L'obchtina de Dolni Tchiflik groupe une ville, Dolni Tchiflik, et 16 villages :
Bardarevo (Бърдарево) ·
Boulair (Булаир) ·
Chkorpilovtsi (Шкорпиловци) ·
Detelina (Детелина) ·
Dolni Tchiflik (Долни Чифлик) ·
Golitsa (Голица) ·
Goren Tchiflik (Горен Чифлик) ·
Grozdyovo (Гроздьово) ·
Krivini (Кривини) ·
Nova Chipka (Нова Шипка) ·
Novo Oryakhovo (Ново Оряхово) ·
Ptchelnik (Пчелник) ·
Roudnik (Рудник) ·Solnik (Солник) ·
Staro Oryakhovo (Старо Оряхово) ·
Venelin (Венелин) ·
Younets (Юнец)

### Provadiya (obchtina)
L'obchtina de Provadiya groupe une ville, Provadiya, et 24 villages :
Barzitsa (Бързица) ·
Blaskovo (Блъсково) ·
Bozveliïsko (Бозвелийско) ·
Dobrina (Добрина) ·
Gradinarovo (Градинарово) ·
Jitnitsa (Житница) ·
Khrabrovo (Храброво) ·
Kiten (Китен) ·
Komarevo (Комарево) ·
Krivnya (Кривня) ·
Manastir (Манастир) ·
Nenovo (Неново) ·
Ovtchaga (Овчага) ·
Petrov dol (Петров дол) ·
Provadiya (Провадия) ·
Ravna (Равна) ·
Slaveïkovo (Славейково) ·
Snejina (Снежина) ·
Staroselets (Староселец) ·
Tchaïka (Чайка) ·
Tcherkovna (Черковна) ·
Tchernook (Черноок) ·
Toutrakantsi (Тутраканци) ·
Ventchan (Венчан) ·
Zlatina (Златина)

### Souvorovo (obchtina)
L'obchrina de Souvorovo groupe une ville, Souvorovo, et 8 villages :
Banovo (Баново) ·
Drandar (Дръндар) ·
Izgrev (Изгрев) ·
Kalimantsi (Калиманци) ·
Levski (Левски) ·
Nikolaevka (Николаевка) ·
Prosetchen (Просечен) ·
Souvorovo (Суворово) ·
Tchernevo (Чернево)

### Valtchidol (obchtina)
L'obchtina de Valtchidol groupe une ville, Valtchidol, et 21 villages :
Boyana (Бояна) ·
Brestak (Брестак) ·
Chtipsko (Щипско) ·
Dobrotitch (Добротич) ·
Esenitsa (Есеница) ·
General Kiselovo (Генерал Киселово) ·
General Kolevo (Генерал Колево) ·
Iskar (Искър) ·
Izvornik (Изворник) ·
Kaloyan (Калоян) ·
Karamanite (Караманите) ·
Krakra (Кракра) ·
Metlitchina (Метличина) ·
Mikhalitch (Михалич) ·
Oborichte (Оборище) ·
Radan voïvoda (Радан войвода) ·
Stefan Karadja (Стефан Караджа) ·
Strakhil (Страхил) ·
Tcherventsi (Червенци) ·
Voïvodino (Войводино) ·
Valtchidol (Вълчидол) ·
Zvanets (Звънец)

### Varna (obchtina)
L'obchtina de Varna groupe une ville, Varna, et 5 villages :
Kaménar (Каменар) ·
Kazachko (Казашко) ·
Konstantinovo (Константиново) ·
Topoli (Тополи) ·
Varna (Варна) ·
Zvézditsa (Звездица)

### Vetrino (obchtina)
L'obchtina de Vetrino groupe 10 villages :
Belogradets (Белоградец) ·
Dobroplodno (Доброплодно) ·
Gabarnitsa (Габърница) ·
Mlada gvardiya (Млада гвардия) ·
Momtchilovo (Момчилово) ·
Neofit Rilski (Неофит Рилски) ·
Nevcha (Невша) ·
Sredno selo (Средно село) ·
Vetrino (Ветрино) ·
Yagnilo (Ягнило)